# 韋布 (密西西比州)
韋布（英語：Webb）是位於美國密西西比州塔拉哈奇縣的城鎮。

## 人口
根據2020年美國人口普查的數據，韋布的面積為1.09平方千米，皆為陸地。當地共有人口416人，而人口密度為每平方千米382人。